# Les Vaches de Staline

Les Vaches de Staline (en finnois : Stalinin lehmät) est un roman de l'écrivaine finlandaise Sofi Oksanen paru en 2003. Il a été traduit en français par Sébastien Cagnoli pour les éditions Stock en 2011.

## Résumé
Le roman se déroule à différentes époques, à partir des années 1950, jusqu'aux années 2000 et l'action se passe alternativement en Estonie et en Finlande. Anna, jeune adulte finlandaise de père finlandais et de mère originaire d'Estonie évolue dans une recherche identitaire, écartelée entre le rejet par sa mère de son pays natal et son besoin de s'identifier à ses origines personnifiées par sa grand-mère demeurée en Estonie qu'elle revoit régulièrement lors de visites à cette dernière. De cette quête découlent pour Anna des désordres alimentaires dans lesquels la recherche d'un sentiment de contrôle l'amène à des comportements extrêmes et destructeurs. Tour à tour narratrice du roman et sujet de l’écrivaine, Anna révèle aux lecteurs l’évolution de sa famille, de sa communauté et de sa société d’origine, depuis l’après-guerre et la résistance des années 1950 lors de la deuxième occupation soviétique en Estonie, jusqu’à l’histoire récente qui suit l’Indépendance de 1991.

## Personnages principaux
La narration tourne autour de trois générations de femmes : la grand-mère Sofia, la mère Katariina et la fille Anna.
- Anna : jeune adulte finlandaise dont la mère est originaire d’Estonie et le père est finlandais. Anna est tour à tour narratrice du récit et sujet de l’écrivaine.
- Irène : amie d’Anna en Finlande.
- Hukka : premier copain d’Anna, à Helsinki.
- Vilen : copain d'Anna après sa rupture avec Hukka.
- Katariina : mère d’Anna, née en Estonie et venue vivre en Finlande avec son époux finlandais.
- Le Finlandais : époux de Katariina et père d’Anna.
- Sofia : mère de Katariina et grand-mère d’Anna vivant en Estonie.
- Arnold : père de Katariina. Membre des frères de la forêt dans les années 1950, en Estonie.
- Linda : sœur de Katariina vivant en Estonie.
- Maria : sœur de Sofia.
- Olja : amie de Sofia, en Estonie.
- Richard, Auguste, Elmer : membres des Frères de la forêt dans les années 1950, en Estonie.
- Karla : frère d’Arnold, près de l’Armée Rouge dans les années 1950.

## Réception critique
Le roman a reçu quelques commentaires et critiques dans les médias et sur Internet. Il a été comparé au premier roman de l’auteure, Purge, qui présentait aussi un portrait socio-historique de l'Estonie à travers le récit d’un lien intergénérationnel, notamment dans le quotidien La Presse et sur les sites Babelio et Decitre.

## Éditions et traductions
- Stalinin lehmät, WSOY, 2003.
- Stalinin lehmät, Bazar, 2006.
- Les Vaches de Staline, Stock, 2011.
- Les Vaches de Staline, Stock, Le Livre de Poche, 2013.